# Alan Forney
Alan Michael Forney (Beaufort, 28 de junio de 1960) es un deportista estadounidense que compitió en remo. Participó en los Juegos Olímpicos de Los Ángeles 1984, obteniendo una medalla de plata en la prueba de cuatro sin timonel.

## Palmarés internacional
| Juegos Olímpicos | Juegos Olímpicos             | Juegos Olímpicos | Juegos Olímpicos   |
| Año              | Lugar                        | Medalla          | Prueba             |
| ---------------- | ---------------------------- | ---------------- | ------------------ |
| 1984             | Los Ángeles (Estados Unidos) | Medalla de plata | Cuatro sin timonel |